# Geneviève Bujold
Geneviève Bujold (Quebec, 1 de julho de 1942) é uma atriz canadense.
Ela é mais conhecida por sua interpretação de Ana Bolena no filme Anne of the Thousand Days (1969), pelo qual ganhou o Golden Globe Award para Melhor Atriz (drama) e foi indicada ao Óscar.

## Filmografia

### Filmes
| Ano  | Título                                     | Personagem                             | Notas |
| ---- | ------------------------------------------ | -------------------------------------- | ----- |
| 1963 | Amanita Pestilens                          | Sophie Martin                          |       |
| 1964 | Geneviève                                  | Geneviève                              | Curta |
| 1964 | La fleur de l'âge, ou Les audolescentes    | Genevieve                              |       |
| 1964 | La terre à boire                           | Barbara                                |       |
| 1964 | La fin des étés                            | Marie                                  | Curta |
| 1966 | The War Is Over                            | Nadine Sallanches                      |       |
| 1966 | King of Hearts                             | Coquelicot                             |       |
| 1967 | The Thief of Paris                         | Charlotte                              |       |
| 1967 | Between Salt and Sweet Water               | Geneviève                              |       |
| 1968 | Isabel                                     | Isabel                                 |       |
| 1969 | Anne of the Thousand Days                  | Anne Boleyn                            |       |
| 1970 | Marie-Christine                            |                                        | Curta |
| 1970 | The Act of the Heart                       | Martha Hayes                           |       |
| 1971 | The Trojan Women                           | Cassandra                              |       |
| 1972 | Journey                                    | Saguenay                               |       |
| 1973 | Kamouraska                                 | Élisabeth                              |       |
| 1974 | Earthquake                                 | Denise                                 |       |
| 1975 | L'incorrigible                             | Marie-Charlotte Pontalec               |       |
| 1976 | Swashbuckler                               | Jane Barnet                            |       |
| 1976 | Obsession                                  | Elizabeth Courtland / Sandra Portinari |       |
| 1976 | Alex & the Gypsy                           | Maritza                                |       |
| 1977 | Another Man, Another Chance                | Jeanne Leroy née Perriere              |       |
| 1978 | Coma                                       | Dr. Susan Wheeler                      |       |
| 1979 | Murder by Decree                           | Annie Crook                            |       |
| 1980 | The Last Flight of Noah's Ark              | Bernadette Lafleur                     |       |
| 1980 | Final Assignment                           | Nicole Thomson                         |       |
| 1982 | Monsignor                                  | Carla                                  |       |
| 1984 | Tightrope                                  | Beryl Thibodeaux                       |       |
| 1984 | Choose Me                                  | Nancy                                  |       |
| 1985 | Trouble in Mind                            | Wanda                                  |       |
| 1988 | Rough Justice                              | Unknown                                |       |
| 1988 | The Moderns                                | Libby Valentin                         |       |
| 1988 | Dead Ringers                               | Claire Niveau                          |       |
| 1990 | False Identity                             | Rachel Roux                            |       |
| 1991 | Rue du Bac                                 | Marie Aubriac                          |       |
| 1992 | The Dance Goes On                          | Rick's Mother                          |       |
| 1992 | Oh, What a Night                           | Eva                                    |       |
| 1993 | An Ambush of Ghosts                        | Irene Betts                            |       |
| 1994 | My Friend Max                              | Marie-Alexandrine Brabant              |       |
| 1996 | The Adventures of Pinocchio                | Leona                                  |       |
| 1997 | The House of Yes                           | Pascal                                 |       |
| 1997 | Dead Innocent                              | Suzanne St. Laurent                    |       |
| 1998 | Last Night                                 | Carlton                                |       |
| 1998 | You Can Thank Me Later                     | Joelle                                 |       |
| 1999 | Eye of the Beholder                        | Dr. Jeanne Brault                      |       |
| 2001 | Alex in Wonder                             | Natalie                                |       |
| 2002 | Chaos and Desire                           | Colette Lasalle                        |       |
| 2003 | Jericho Mansions                           | Lily Melnick                           |       |
| 2003 | Finding Home                               | Katie                                  |       |
| 2004 | Downtown: A Street Tale                    | Aimee Levesque                         |       |
| 2005 | By the Pricking of My Thumbs               | Rose Evangelista                       |       |
| 2006 | Disappearances                             | Cordelia                               |       |
| 2006 | Deliver Me (Délivrez-moi)                  | Irène                                  |       |
| 2009 | The Trotsky                                | Denise Archambault                     |       |
| 2011 | For the Love of God (Pour l'amour de Dieu) | Soeur Cécile (72 anos)                 |       |
| 2012 | Still Mine                                 | Irene Morrison                         |       |
| 2013 | The Legend of Sarila                       | Saya (versão inglesa, voz)             |       |
| 2013 | Northern Borders                           | Abiah Kittredge                        |       |
| 2015 | Chorus                                     | Gabrielle                              |       |
| 2018 | Two Girls                                  |                                        |       |

### Televisão
| Ano  | Título                                  | Personagem                       | Notas         |
| ---- | --------------------------------------- | -------------------------------- | ------------- |
| 1963 | Ti-Jean caribou                         |                                  | série para TV |
| 1963 | Les Belles Histoires des pays d'en haut | Julie Fourchu (2 episódios)      | série para TV |
| 1965 | Festival                                | Various characters (3 episódios) | série para TV |
| 1967 | Hallmark Hall of Fame                   | Joan of Arc                      | série para TV |
| 1974 | Great Performances                      | Antigone                         | série para TV |
| 1976 | Hallmark Hall of Fame                   | Cleopatra                        | série para TV |
| 1981 | Mistress of Paradise                    | Elizabeth Beaufort               | Filme para TV |
| 1988 | L'Emprise                               |                                  | Filme para TV |
| 1989 | Red Earth, White Earth                  | Madeline                         | Filme para TV |
| 1989 | The Paper Wedding                       | Claire Rocheleau                 | Filme para TV |
| 2000 | The Bookfair Murders                    | Margaret Dourie Cantor           | Filme para TV |
| 2000 | Children of My Heart                    | Gabrielle Roy                    | Filme para TV |